# Auguste Bosse
Pour les articles homonymes, voir Bosse.
Auguste Vincent Bosse, né à Saint-Denis de La Réunion le 15 mars 1809 et mort à Paris le 13 juin 1891, est un amiral français.

## Biographie
Il est le fils de Jacques Montchéry Bosse et d'Hélène Marie-Pauline Rivière.
Il entre au Collège naval d'Angoulême en 1826, prend part à l'expédition d'Alger, fait campagne dans l'Océan Indien et passe enseigne de vaisseau en 1832. Il sert dans l'escadre de la Méditerranée de 1835 à 1836.
Lieutenant de vaisseau en 1836, il participe aux opérations liées au conflit argentin.
Il réalise une mission hydrographique dans l'Océan Indien, puis il est affecté au Dépôt des cartes et plans de la Marine en 1845.
Passé capitaine de frégate en 1847, il est nommé aide de camp du ministre de la marine l'année suivante.
Chef d'état-major du gouverneur du Sénégal, il est promu capitaine de vaisseau en 1853. Il prend part aux opérations en mer Baltique et assiste au bombardement de Bomarsund.
Il prend part à la guerre de Crimée.
De 1859 à 1861, il est commandant supérieur des Établissements de le Côte d'Or et du Gabon, et commandant la Division navale des côtes occidentales d'Afrique.
Contre-amiral en 1861, il prend part à l'expédition du Mexique, et commande la division navale d'Amérique du Nord, des Antilles et du Mexique de 1863 à 1864.
En 1868, il est promu au grade de Vice-amiral. Il est nommé la même année président de la commission d'organisation de l'École des mécaniciens et membre du Conseil d'Amirauté.

## Distinctions
- Légion d'honneur[1] :
  - Chevalier (février 1839)
  - Officier (1853)
  - Commendeur (1859
  - Grand officier (1869)